# Il segno dell'aquila
Il segno dell'aquila è un romanzo di Marco Buticchi pubblicato nel 2015. È il decimo libro dedicato alle avventure di Sara Terracini e Oswald Breil.

## Trama
Oswald Breil è in lotta contro l'anziano Monsignor Fausto Denagua, avido e venale; la lotta si presenta subito impari, perché il falso uomo di Chiesa ha mezzi sconfinati e soprattutto ha come alleati l'Isis. Per poter dominare il mondo, Fausto ha bisogno di un anello, che solo il rinvenimento di un antico sepolcro potrebbe riuscire saldare, solo che l'ubicazione del luogo è avvolta nella leggenda di oltre duemila anni fa...
Anno 528 a.C. L'adolescente Vel vive a Tarquinia sotto il regno di Tarquinio il Superbo, tiranno che spadroneggia su Roma. Quando la sua vita viene stravolta, il giovane etrusco si ritroverà costretto a fuggire dalla città alla ricerca dei propri cari; imparerà presto a ingegnarsi per sopravvivere, sino a diventare un brillante architetto...

## Edizioni
- Marco Buticchi, Il segno dell'aquila, collana La gaja scienza, Milano, Longanesi, 27 agosto 2015,  p. 432, ISBN 9788830442955.
- Marco Buticchi, Il segno dell'aquila, Super TEA, Milano, TEA, 2018,  p. 432, ISBN 9788850251056.
- Marco Buticchi, Il segno dell'aquila, Tea più, Milano, TEA, 20 febbraio 2020,  p. 425, ISBN 9788850256587.